# Kiosque du jardin du Château
Le Kiosque du jardin du Château (en hongrois : Várkert-kioszk) ou palais du jardin du Château (Várkert palota), entre 1992 et 2008 casino du jardin du Château (Várkert kaszinó) est un édifice situé dans le 1er arrondissement de Budapest sur Ybl Miklós tér, à proximité du bazar du jardin du Château. Construit entre 1875 et 1883 en contrebas du Château de Buda selon les plans de Miklós Ybl, il est entièrement restauré en 1992 afin d'en faire un casino puis en 2014 dans le cadre d'un vaste plan d'embellissement du quartier du Château et de ses abords. 
Ce site est desservi par la station Döbrentei tér :  19 41.

## Galerie

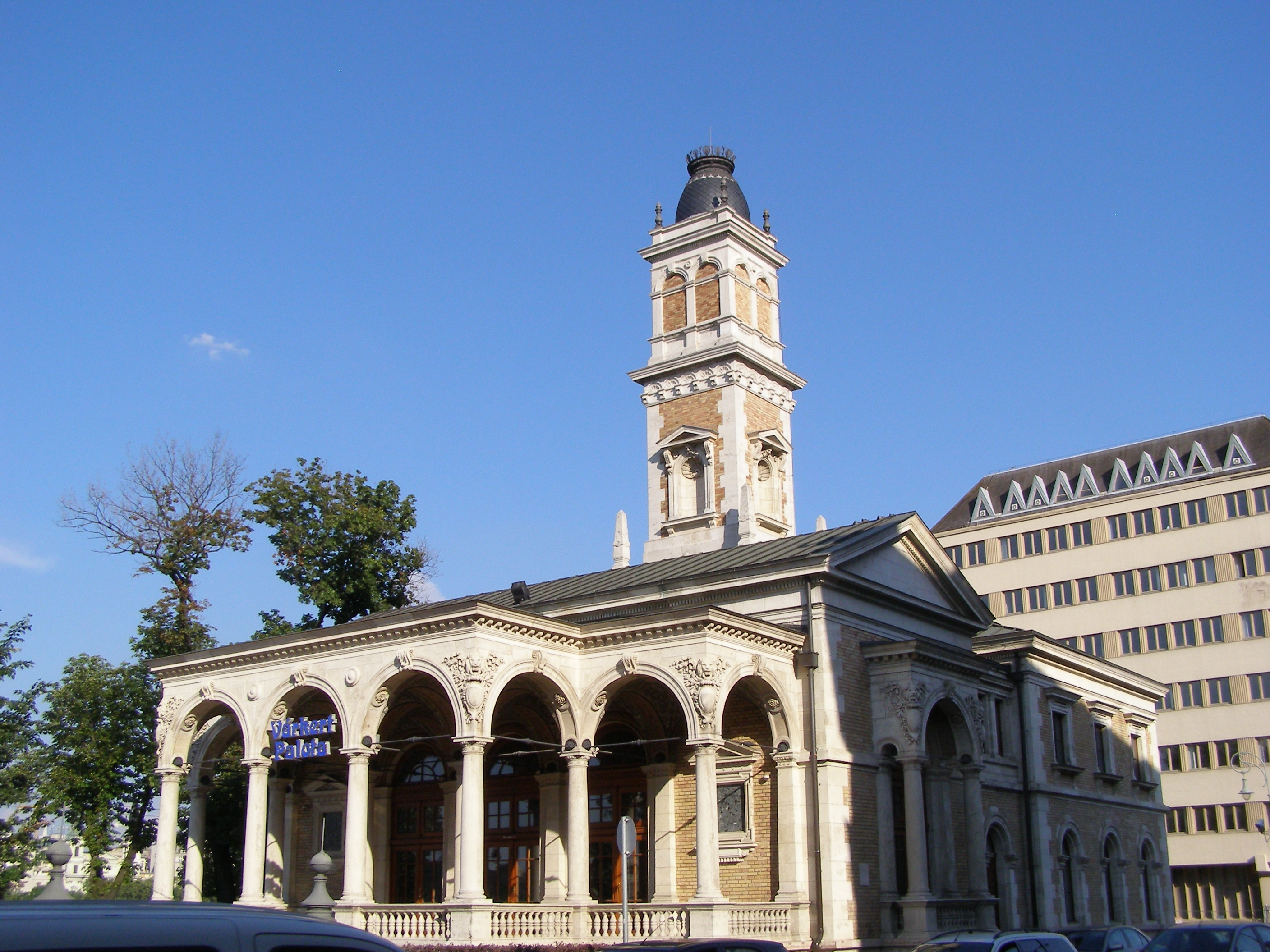
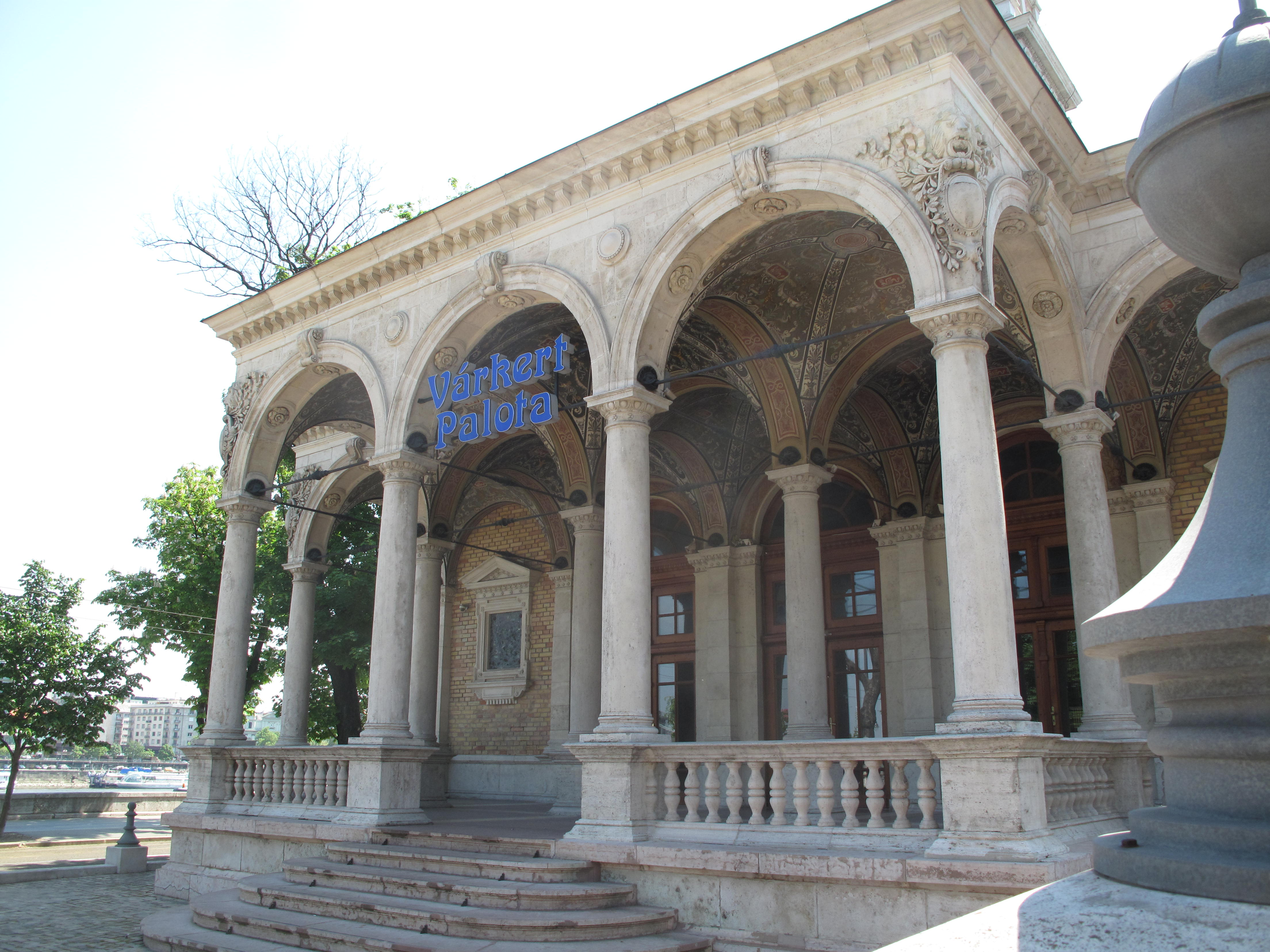
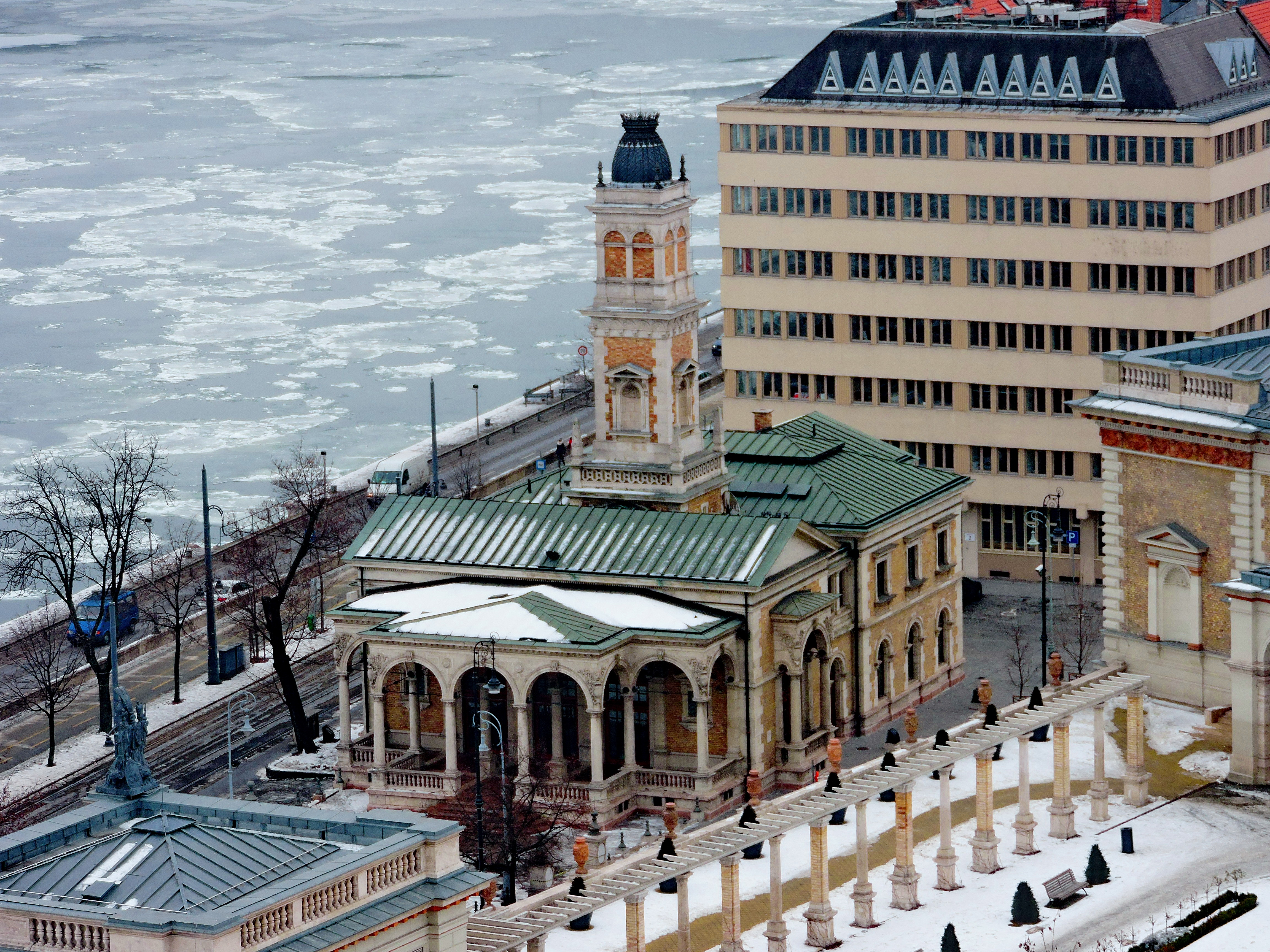